# قصر العوارض
قصر العوارض، هو قصر لقبيلة العوارض من مطير أهل العشر بالسويرقية فريةقرآن، يعتبر القصر من المعالم التاريخية التي امتد عمرها لقرابة 500 عام.